# Балто (филм)
„Балто“ (на английски: Balto) американски анимационен филм от 1995 г.

## Синхронен дублаж
Филмът има синхронен дублаж на български на Александра Аудио. Екипът се състои от:
| Превод              | Майя Пачникова-Римини                                                                                             |
| Озвучаващи артисти  | Тамара Войс Николина Чонова Димитър Герасимов Румен Рачев Георги Спасов Николай Николов Мариан Бачев Даниел Цочев |
| Тонрежисьори        | Николай Вътов Стамен Янев                                                                                         |
| Режисьор на дублажа | Даниела Горанова                                                                                                  |